# Аеродром Никола Тесла Београд

44° 49′ 10″ N 20° 18′ 25″ E / 44.81944° С; 20.30694° И
Аеродром Никола Тесла Београд (раније познат као аеродром Београд или аеродром Сурчин; : , : ) највећи је аеродром у Србији и важно чвориште саобраћајне мреже Београда.
Аеродром у част Николе Тесле од 2006. године носи данашње име. Аеродром се налази 18 km западно од центра Београда. Са аеродрома у редовном авио-саобраћају путнике превозе 33 авио-компаније ка 91 дестинацији у 38 држава на 4 континента.
Аеродром Никола Тесла је матично чвориште авио-компаније Ер Србија, националног авио-превозника Републике Србије. Аеродром је авио-чвориште нискотарифне авио-компаније Виз ер, затим авио-службе Владе Републике Србије и авио-такси компаније Ер Пинк, Принц авијација, Инфинити авијација и Игл експрес. Кроз аеродром је 2019. прошло 6.159.000 путника.
Међународна компанија „Vinci Airports” је концесијом преузела руковођење Аеродромом Никола Тесла од 21. децембра 2018. године.

## Географски подаци
Аеродром Никола Тесла је географски смештен у Срему, на 18 километара западно од средишта Београда. Најближе насеље аеродрому је Сурчин, по чему је и добио колоквијалан назив. Надморска висина аеродрома је 102 метра.
- Координате географског положаја:
- место на  од
- Правац и удаљеност од града: 275° GEO, 18&nbsp;km од главне железничке станице у Београду
- Надморска висина: 102 м
- Просечна температура: 27 °C
- Годишња промена: 3°Е (2005) /+5,2`
- Тип дозвољеног саобраћаја:

Временска референца: лето (март–септ.) UTC+2, зима (окт.–феб.) UTC+1
Радно време аеродрома: 00.00—24.00 LT

## Историјат
Историја аеродрома у Београду почиње 1910. године. Од тада до данас, летилиште је мењало локацију, расло и развијало се. Прво летилиште у Београду настало је крајем 1910. године на војном вежбалишту у предграђу Бањица. Овде су летење авионом приказивали пионири авијације — Симон, Маслеников, Видмар и Чермак.

### Аеродром Бањица
Почетком 1912. године, на Бањици је подигнут први дрвени хангар за авионе намењен ратовању са Турском. Две године касније на Бањици је стационирана српска „аеропланска ескадрила” и балонска чета. Бањички аеродром коришћен је после Првог светског рата за потребе поштанског саобраћаја на релацији Скопље-Ниш-Београд-Нови Сад и Београд-Сарајево-Мостар. У близини места где се налазио овај аеродром данас је Војно-медицинска академија (ВМА).

### АеродромКалемегдан−Доњи град
Овај аеродром се налазио на потезу од турског амама (данас Планетаријума) према ушћу Саве у Дунав. Са овог места први авион полетео је почетком 1911. године. Значајно је због тога што је на њему 9. јануара 1911. године, само шест месеци након првог лета Суботичанина Ивана Сарића, пилот Едвард Русјан на моноплану конструкције Мијала Мерћепа, полетео над Калемегданском тврђавом. Међутим, услед снажног ветра долази до лома крила и пада авиона на бедем поред реке, поред Небојшине куле, при чему Русјан трагично страда. Део ребра с крила пале летелице и данас се чува у Музеју ваздухопловства. Аеродром је коришћен и за обуку питомаца ваздухопловне академије ваздухопловства Краљевине Југославије.

### Аеродром Панчево
Авио-саобраћај ужурбано се развијао након 1919. године, али је тај развој код нас био успорен, због тога што Београд није имао аеродром. Како је постојало занимање друштва „ЦФРНА” (једна од компанија од које је настао „Ер Франс”) да једна од етапа лета од Париза до Цариграда буде у Београду, покренута је иницијатива да се у Београду што пре подигне аеродром. Усвојена локација поред Бежанијске косе захтевала је знатне радове који нису могли бити изведени за кратко време, због чега је донета одлука да се у близини Панчева изгради привремени Аеродром Панчево. Први авион на овај аеродром слетео је 25. марта 1923. године, док је званично путнички и поштански саобраћај почео 16. априла 1923. године. Аеродром Панчево остаће уписан у историји светског ваздухопловства, јер је са њега обављен први ноћни лет у историји. Како су летови од Париза до Цариграда трајали колико и путовање чувеним возом „Оријент експрес”, једини начин да авиони компаније „ЦФРНА” раздаљину између Париза и Цариграда пређу за краће време био је да лете ноћу. Први лет са путницима на ноћној линији извршен је 2. септембра 1923. године, што се сматра почетком ноћног ваздушног саобраћаја у свету.

### Аеродром Београд−Дојно Поље
Показало се да неповољна локација аеродрома у Панчеву представља сметњу за бржи развој ваздушног саобраћаја због удаљености од Београда, а још више због лошег саобраћајне повезаности. Пошто у то време није постојао мост на Дунаву, путници су из Београда морали бродом да путују до Панчева, а затим аутобусом до аеродрома, што је често трајало дуже него лет до Букурешта.
Међународни аеродром Београд изграђен је на ливади која се звала Дојно поље, између Бежанијске косе и леве обале Саве, око два километра јужно од Земуна. Аеродром је отворен за саобраћај у марту 1927. године. Од фебруара 1928. године са новог аеродрома полећу и авиони прве домаће авио-компаније, „Аеропута”. Аеродром је располагао са четири травнате полетно-слетне стазе. На њему је 1931. године изграђена модерна пристанишна зграда, а 1936. уграђена је и опрема за слетање при слабој видљивости. Развој аеродрома и домаћег ваздухопловства наго је прекинут избијањем Другог светског рата.
Током Другог светског рата аеродром су користили Немци. Они су га и порушили 1944. године, при повлачењу из Београда. Након рата, аеродром је постепено обнављан, пристанишна зграда делимично је преправљена, а почетком 1946. године изграђена је нова приземна зграда за пријем путника. Почетком 1950-их продужена је бетонска полетно-слетна стаза како би на аеродром могли да слећу тадашњи највећи авиони. Од априла 1947. до 1962. године овај аеродром био је база нове домаће авио-компаније „Југословенски аеротранспорт”, као и наша главна капија према свету.

### Аеродром Београд−Сурчин
Појава млазних путничких авиона захтевала је ново продужење полетно-слетне стазе, за шта на постојећој локацији више није било простора. Такође, Нови Београд требало је већим делом изградити на тадашњој локацији аеродрома. Због свега је за нови аеродром у Београду изабрана локација у Сурчину. Последњи летови, који су већ водили преко тераса новоизграђених кућа које су окруживале аеродром, извршени су почетком 1964. године, када су последњи авиони ЈАТ-а напуштали стару техничку базу и заузимали место на пространој платформи новог аеродрома. За локацију новог међународног аеродрома изабран је простор у близини Сурчина, 18 км западно од Београда.
Изградња новог аеродрома почела је априла 1958. године, а Аеродром је пуштен у саобраћај 28. априла 1962. године. Био је главна техничка база Југословенског аеротранспорта. Имао је једну полетно-слетну стазу дужине 3.000 метара, чија употребљивост у односу на ветар је износила 99,6%, рулну стазу дужине 3.350 метара, бетонске платформе за опслугу 16 авиона, пристанишну зграду од 8.000 m² за пријем путника, робно складиште, контролни торањ и другу савремену опрему. Уграђена је, у то време, најсавременија навигациона опрема, па је аеродром добио највишу међународну класу по ICAO стандардима.
У периоду од 1979. до 1981. године изграђена је нова зграда за пријем путника (Терминал 2), уз неопходно проширење платформе за пријем авиона и путника. Тиме је капацитет путничког комплекса проширен на до 5 милиона путника годишње. Усвојена технолошка решења са фингерима и авио-мостовима за прихват авиона и путника била су велики напредак и уврстила су Аеродром међу најсавременије аеродроме у свету, а 1997. године уграђена је опрема за Категорију II и тиме омогућена употреба аеродрома по лошијим временским условима.

### Аеродром од 2000. године до данас
Након немилих дешавања током и крајем 1990-их година, услед смањења и честе обуставе ваздушног саобраћаја, београдски аеродром изгубио позицију регионалног чворишта. Уследило је постепено обнова авио-саобраћаја и инфраструктуре. Реконструкција Терминала 2 пристанише зграде, реновирање полетно-слетне стазе и изградња VIP салона започели су 2003. године.
У част Николе Тесле, нашег највећег научника, Аеродром је након 44 године, 2. фебруара 2006. године променио име у Аеродром Никола Тесла Београд.
Модерни развој београдског аеродрома поклапа са укидањем виза за грађане Србије крајем новембра 2009. године. Аеродром постаје привлачнији за велики број нових авио-компанија, а авио-компаније које су саобраћале из Београда увећавају број летова. У 2010. години аеродром је по први пут у модерној историји добио престижну европску награду „EuroAnnie” коју додељује специјализовани портал „ANNA” у конкуренцији 250 највећих европских аеродрома за највећи број нових авио-компанија у раздобљу од годину дана.
Од 2010. до краја 2013. године Аеродром Никола Тесла Београд улагао је у реновирање опреме и инфраструктуре. У овом периоду комплетно су проширене и реновиране чекаонице у Ц фингерском ходнику, као и чекаонице од излаза А1 до А6, проширена је пристанишна платформа додавањем 4 нове отворене паркинг позиције, изграђене су две чекаонице за путнике који се у авион укрцавају удаљеним паркинг позицијама, реконтруисана је рулна стаза, уграђено је 11 уређаја за визуелно упаркиравање ваздухоплова, набављено је 6 нових авио-мостова.
Са увећањем броја путника од 2014. године аеродром улаже у прилагођавање комфора за путнике и посетиоце. Уређен је везни део између Терминала 1 и 2 и направљен простор за нове комерцијалне садржаје, изграђена је платформа за одлеђивање и спречавање залеђивања која у летњим месецима омогућује додатна паркинг места, изграђен је нови безбедносни пролаз за контролу приступа платформи и маневарским површинама, на спрату Терминала 1 отворен је још један гранични прелаз, први пут од отварања комплетно је реновиран Терминал 1, а изграђена је још једна терминална зона са додатних 10 шалтера за пријем путника, инсталиран је модерни транспортни систем. Број путника у порасту је готово сваке године до данас, а 2004. године аеродром поново бележи више од 2 милиона путника годишње. Више од 3 милиона путника поново је забележено 2011. године, а 4 милиона путника први пут у историји забележено је у новембру 2014. године уз изузетно повећање броја путника од 31 одсто. У 2015. години поново је оборен историјски рекорд, а 2016. године постављен је нови рекорд од 4.924.992 путника. Године 2017. први пут у историји је забележено преко 5 милиона путника.
Уговор о концесији на 25 година са француском компанијом „Ванси ерпортс” потписан је 22. марта 2018. године.
На аеродрому Никола Тесла данас је смештено авио-предузеће „Јат техника”, оперативна одељења Агенције за контролу летења, Управа царина и авио-компаније „Ер Србија”, Музеј ваздухопловства и школски центри авио-компаније „Ер Србија” и Агенције за контролу летења, хеликоптерска јединица МУП-а и др.
Нови торањ контроле летења је пуштен у рад 2022. године. Нови део централне зграде терминала је отворен у априлу 2023. године.
У Јуну 2023. пуштена је у рад нова полетно-слетна стаза дужине 3.500 метара.

## Терминали
Аеродром Никола Тесла има два терминала.

### Терминал 1
Терминал 1 (Т1) је био једини терминал на аеродрому после отварања 1962. године. Терминал је реконструисан током 1980-их година, када су додати и авио-мостови помоћу којих се путници укрцавају у авион.
Како би Терминал 1 функционисао као истински независна целина, реновиран је спрат Терминала, који је отворен 2015. године, чиме је добијен још један гранични прелаз са царином и четири нова шалтера пасошке контроле. Радови на Терминалу 1 почели су 2017. године и извођени су први пут од пуштања у рад старог Терминала 1, 1962. године. У новом холу Терминала 1 су инсталиране две независне зоне за пријаву путника и пртљага са укупно 18 најмодернијих шалтера за пријаву путника и пртљага, затим 2 шалтера за самостално чекирање пртљага, као и 2 уређаја за самостално чекирање путника. У холу Терминала 1 је и отворен поглед на платформу са паркираним авионима. Иако Терминали 1 и 2 се налазе један поред другог, повезани су ходником.

### Терминал 2
Терминал 2 (Т2) у периоду од 1979. до 1981. године, уз неопходно проширење платформе за пријем авиона. Тиме је капацитет путничког комплекса проширен на до 5 милиона путника годишње. Усвојена технолошка решења са фингерима и авио-мостовима за прихват авиона и путника била су велики напредак и уврстила су Аеродром међу најсавременије аеродроме у свету. Овим је пристанишна зграда добила два међусобно повезана блока, за домаћи и међународни саобраћај.
Терминал 2 реконструисан је и део намењен међународним доласцима пуштен је у рад у децембру 2005. године, док је остатак терминала отворен маја 2006. године са 33 шалтера за пријем путника и пртљага, а унутрашњост Терминала 2 визуелно је потпуно измењена. Нешто касније исте године оба терминала користе се за међународни авио-саобраћај. Терминал 2 обухвата три етаже, односно сутерен (међународни доласци), приземље и спрат (међународни одласци) и транзит.
Везни део између Терминала 1 и 2 адаптиран је 2016. године и део је новоформиране терминалне зоне Т2Б. Формирано је више од 350m² простора намењеног комерцијалним садржајима, што је трећина површине везног дела.
Терминална зона 2Б део је интегрисаног Терминала 2 и пуштена је у рад почетком јула 2017. године. У овој терминалној зони налази се 10 шалтера за пријаву путника, од којих су два резервисана за аутоматску предају пртљага. Ауто баг дроп-офф шалтери пружају могућност самосталне предаје пртљага путницима који се на лет пријаве преко интернета или аеродромског аутомата. У терминалној зони 2Б су постављена и три нова уређаја за самосталну пријаву путника, а ради се о најсавременијој опреми која је у складу са међународним стандардима и најбољом индустријском праксом. Отварањем Т2Б и реновирањем Терминала 1 Аеродром Никола Тесла подигао је капацитет са 5,5 на око 7,5 милиона путника на годишњем нивоу.

## Авио-компаније и дестинације

### Редовне линије
Прекретница у даљем развоју аеродрома било је успостављање интерконтиненталних летова ка Њујорку и Пекингу. Национална авио-компанија Ер Србија је 23. јуна 2016. године након 24 године обавила први директан лет ка међународном аеродрому Џон Ф. Кенеди у Њујорку у САД, док је први лет на линији између Пекинга и Београда, преко Прага, која је успостављена после 17 година, обављен од стране авио-компаније Хајнан Eрлајнс 15. септембра 2017. године.
Авио-линије до Белорусије и Украјине су суспендоване до даљњег.
Следеће редовне путничке авио-компаније користе аеродром Никола Тесла (март 2025.):
| Авио-компанија             | Одредишта | Терминал |
| -------------------------- | --- | -------- |
| Аерофлот                   | Москва-Шереметјево (тренутно суспендовано) | 2        |
| Аркија                     | Тел Авив | 2        |
| АЏет                       | Анкара, Измир, Истанбул-Сабиха Гокчен | 2        |
| Белавија                   | Минск (тренутно суспендовано) | 2        |
| Виз ер                     | Абу Даби, Ајндховен, Аликанте, Барселона,Базел-Милуз-Фрајбург, Бергамо, Берлин, Гетеборг, Дортмунд, Карлсруе/Баден-Баден, Келн/Бон, Копенхаген, Ларнака, Лондон-Лутон, Малме, Малта, Меминген, Ница, Париз-Бове, Рим-Фијумићино, Фридрихсхафен (од 02.06.2025.), Рим-Ћампино, Стокхолм-Скавста, Хамбург Сезонски: Ираклион | 1        |
| Ер Каиро                   | Хургада | 2        |
| Ер Монтенегро              | Подгорица, Тиват | 2        |
| Ер Србија                  | Амстердам, Анкара, Атина, Бања Лука, Барселона, Берлин, Беч, Болоња, Брисел, Будимпешта, Букурешт-Отопени, Валенсија, Венеција, Гетеборг, Гуангџоу, Диселдорф, Женева (поново од 23.06.2025.), Загреб, Казањ, Каиро, Келн/Бон, Кијев-Бориспољ (тренутно суспендовано), Копенхаген, Краков, Ларнака, Лион, Лисабон, Лондон-Хитроу, Љубљана, Мадрид, Малага, Малта, Милано-Малпенса, Москва-Шереметјево, Напуљ, Нирнберг, Ниш, Њујорк-Џон Ф. Кенеди, Осло-Гардермоен, Париз-Шарл де Гол, Подгорица, Порто, Праг, Рим-Фијумићино, Салцбург, Санкт Петербург-Пулково, Сарајево, Скопље, Солун, Софија, Сочи, Стокхолм-Арланда, Тбилиси (од 15.06.2025.), Тел Авив (тренутно суспендовано), Тиват, Тирана, Фиренца ), Франкфурт, Хамбург, Цирих, Чикаго, Шангај-Пудонг, Штутгарт Сезонски: Алгеро, Бари, Варна, Дубровник, Задар, Ираклион, Катанија, Крф, Марсељ, Миконос, Охрид, Палермо, Палма де Мајорка, Пула, Ријека, Родос, Сплит, Ханија Сезонски чартер: Анталија, Бодрум, Газипаша-Алања, Даламан, Закинтос, Кавала, Кефалонија, Кос, Марса Матрух, Монастир, Превеза, Самос, Скијатос, Хургада, Шарм ел Шеик | 2        |
| ЕрБалтик                   | Сезонски: Рига | 2        |
| Изиџет                     | Женева | 1        |
| Израир                     | Тел Авив | 1        |
| Иџијан ерлајнс             | Атина | 2        |
| Јуровингс                  | Сезонски: Диселдорф, Штутгарт | 2        |
| Катар ервејз               | Доха | 2        |
| КЛМ                        | Амстердам | 2        |
| ЛОТ пољске авио-линије     | Варшава-Шопен | 2        |
| Луфтханза                  | Франкфурт, Минхен | 2        |
| Луксер                     | Сезонски: Луксембург | 2        |
| Новелер                    | Сезонски: Ђерба, Монастир | 2        |
| Норвиџан ер шатл           | Осло-Гардермоен | 2        |
| Остријан ерлајнс           | Беч | 2        |
| Пегасус ерлајнс            | Истанбул-Сабиха Гокчен | 2        |
| Сан Д'Ор                   | Тел Авив | 2        |
| Свис интернашонал ер лајнс | Цирих | 2        |
| СкајАп                     | Кијев-Бориспољ (тренутно суспендовано) | 2        |
| Скај Експрес               | Сезонски: Ираклион, Родос (од 16.06.2025.) | 2        |
| ТАРОМ                      | Букурешт-Отопени | 2        |
| Трансавија                 | Сезонски: Париз-Орли (од 03.07.2025.) | 2        |
| Туркиш ерлајнс             | Истанбул | 2        |
| Флајдубаи                  | Дубаи | 2        |
| Хајнан ерланјс             | Пекинг | 2        |
| Чајна Садерн Ерлајнс       | Гуангџоу | 2        |

### Карго
| Авио-компанија | Одредишта                    |
| -------------- | ---------------------------- |
| ДХЛ Авијешн    | Лајпциг/Хале, Милан-Малпенса |
| Каргоер        | Линц                         |
| Туркиш Карго   | Истанбул-Ататурк             |

Привремено суспендовани летови
Москва Шерметјево - Аерофлот
Минск - Белавија
Кијев-Бориспољ - Ер Србија, СкајАп

## Статистика
Број путника на београдском аеродрому од почетка је био у порасту. Већ 1971. године забележено је првих милион путника годишње, а 1975. године и 2 милиона путника годишње. У периоду од 1975. до 1990. године београдски аеродром узастопно је бележио више од 2 милиона путника годишње. Златне године 20. века биле су 1987. и 1998, када је забележено више од 3 милиона путника, а дотадашњи рекорд од 3.404.665 милиона путника годишње забележен је 1987. године.
Поред мреже линија у домаћем саобраћају, као и са најважнијим европским економским центрима, Београд је увођењем дуголинијског саобраћаја националне авио-компаније и почетком рада прве домаће чартер компаније 1970-их и 1980-их година 20. века био повезан са укупно 5 континената, као и са великим бројем туристичких одредишта.
Летови из Београда обављали су се ка великом броју одредишта у Северној Америци (Њујорк, Лос Анђелес, Чикаго, Кливленд, Детроит, Монтреал и Торонто) и Аустралији (Мелбурн, Сиднеј, Перт). Дуголинијски саобраћај обављале су и компаније „ПанАм” и „Квантас”. Од одредишта у Африци, Блиском и Далеком истоку, летови су се обављали ка Пекингу, Хонгконгу, Калкути, Мумбају, Техерану, Багдаду, Кувајту, Аману, Куала Лумпуру, Карачију, Сингапуру, Дамаску, Бангкоку, Каиру и Алжиру.
Почетком 1990-их година, услед санкција УН у периоду од јула 1992. до октобра 1994. године „ЈАТ” је повремено обављао само летове у домаћем авио-саобраћају на линијама за Ниш, Приштину, Ужице, Подгорицу и Тиват. Први међународни лет након санкција „ЈАТ” је обавио 6. октобра 1994. године за Москву. Након кратке стабилизације, поново је од марта до јуна 1999. године комплетан авио-саобраћај из Београда био обустављен током ваздушних удара НАТО.
Након ових дешавања, број путника је у порасту готово сваке године до данас. У 2004. години београдски аеродром поново бележи више од 2 милиона путника годишње, а 2011. године поново је забележено више од 3 милиона путника. Историјских 4 милиона путника забележено је у новембру 2014. године уз изузетно повећање броја путника од 31 одсто. Године 2017. број путника је прерастао 5 милиона, а 2019. године, број путника је прерастао 6 милиона. Током наредних година аеродром ће имати тенденцију убрзаног раста броја путника и авио операција, превасходно због проширења постојећих капацитета на терминалима као и због увођења нових линија од стране неколико авиопревозника.
| Година | Путници   | Промена | Карго (т) | Промена | Авио операције | Промена |
| ------ | --------- | ------- | --------- | ------- | -------------- | ------- |
| 2002.  | 1.621.798 |         | 6.827     |         | 28.872         |         |
| 2003.  | 1.849.148 | 14%     | 6.532     | 4%      | 32.484         | 13%     |
| 2004.  | 2.045.282 | 11%     | 8.946     | 37%     | 36.416         | 12%     |
| 2005.  | 2.032.357 | 1%      | 7.728     | 14%     | 37.614         | 3%      |
| 2006.  | 2.222.445 | 9%      | 8.200     | 6%      | 42.360         | 13%     |
| 2007.  | 2.512.890 | 13%     | 7.926     | 3%      | 43.448         | 3%      |
| 2008.  | 2.650.048 | 5%      | 8.129     | 3%      | 44.454         | 2%      |
| 2009.  | 2.384.077 | 10%     | 6.690     | 18%     | 40.664         | 8%      |
| 2010.  | 2.698.730 | 13%     | 7.427     | 11%     | 44.160         | 9%      |
| 2011.  | 3.124.633 | 16%     | 8.025     | 8%      | 44.923         | 2%      |
| 2012.  | 3.363.919 | 8%      | 7.253     | 10%     | 44.990         | 0%      |
| 2013.  | 3.543.194 | 5%      | 7.679     | 6%      | 46.828         | 4%      |
| 2014.  | 4.638.577 | 31%     | 10.222    | 33%     | 58.695         | 25%     |
| 2015.  | 4.776.110 | 2%      | 11.630    | 28%     | 58.513         | 0%      |
| 2016.  | 4.924.992 | 3%      | 13.939    | 7%      | 58.633         | 0%      |
| 2017.  | 5.343.420 | 9%      | 19.758    | 42%     | 58.859         | 0%      |
| 2018.  | 5.641.105 | 6%      | 20.065    | 2%      | 59.036         | 0%      |
| 2019.  | 6.159.000 | 9,2%    |           |         | 70.365         | 4,3%    |
| 2020.  | 1.904.025 | 69,1%   |           |         | 34.452         | 51,2%   |
| 2021.  | 3.286.000 | 73%     |           |         | 48.842         | 45%     |
| 2022.  | 5.611.920 | 71%     |           |         | 65.644         | 34%     |
| 2023.  | 7.948.202 | 41,5%   |           |         |                |         |
| 2024.  | 8.364.358 | 5,3%    |           |         | 86.121         | 3,4%    |
| Извор: |           |         |           |         |                |         |

|                            |
| Последњи унос: 13.05.2025. |

## Услуге
Комфорне зоне
У транзитној зони код чекаоница А2-А3, А4-А5 и Ц2-Ц3 налазе се комфорне зоне за путнике. Путници, а поготову они који проводе мало више времена на аеродрому јер чекају свој трансферни лет, могу да се одморе у овој зони и уживају у погледу на авионе. У простору се налазе велике полукружне клупе за истовремено седење 20 путника, гарнитуре за седење са 3 места, тапацирани табурићи различитих конфигурација који су смештени по зонама за одмор. Инсталиране су и столице за масажу код чекаоница А4-А5 и између чекаоница Ц2-Ц3. У сваком делу се налазе и специјално дизајниране клупе за путнике са смањеном покретљивошћу, као и нови струјни прикључци за мобилне телефоне, таблете и лаптоп рачунаре.
Поред две постојеће комфорне зоне у транзитном делу, на спрату Терминала 1, пре пасошке и царинске контроле уређена је и нова комфорна зона за путнике, која се налази до просторије намењене боравку родитеља са децом. У комфорној зони су постављене удобне гарнитуре за седење, које пружају нови доживљај наше највеће ваздушне луке. Амбијент је оплемењен и зеленилом, фотографијама Београда, а зидове улепшавају фото тапети са мотивима природе.
Ер Србија Премијум Лаунџ први је наменски салон у власништву авио-компаније. Отворен је 24 сата дневно за путнике пословне класе АирСербиа / ЕтихадАирњаyс, као и чланове програма АирСербиа / ЕтихадГуестФреqуентФлyер.
Ви-фи услуга
На Аеродрому Никола Тесла Београд је свим путницима на располагању могућност коришћења бесплатног бежичног интернета у трајању од сат времена. Бесплатан интернет на располагању је путницима који бораве у А и Ц ходницима, у холу за дочекиваоце путника, холу за преузимање пртљага, долазној пасошкој контроли, приземљу и спрату Терминала 1, спрат Терминала 2.
Признање Скајтракс агенције
Аеродром Никола Тесла Београд већ трећу годину заредом (2015,2016,2017) заузео је 5. место међу најбољим аеродромима у Источној Европи, док је прво место припало аеродрому у Будимпешти. Награда агенције Скyтраџ представља признање за напоран рад и посвећеност запослених у АД Аеродром Никола Тесла Београд. Ове награде међу најпрестижнијима су у области авио-индустрије, а избор је направљен на основу 13,82 милиона онлајн упитника, у којима су путници оцењивали 550 аеродрома широм света. Истраживање је спроведено међу 105 различитих нација у периоду од јула 2016. до фебруара 2017. године. Предмет истраживања су комфор и задовољство путника различитим сегментима аеродромске услуге, од доласка на аеродром, пријаве на лет, куповине, трансфера и безбедности, све до уласка у авион.
Часопис Терминал
Часопис Терминал се штампа двојезично, на српском и енглеском језику. Намењен је искључиво путницима, а доступан је на 16 локација у терминалима 1 и 2. Часопис је бесплатан и излази четири пута годишње. Циљ часописа је да свим путницима пружи додатне информације о београдском аеродрому, да их упозна са туристичким потенцијалима и капацитетима наше земље и информише о културним и осталим манифестацијама у Србији.
Платформа за одлеђивање и спречавање залеђивања ваздухопловства
Аеродром Никола Тесла Београд средином новембра 2016. добио је платформу за одлеђивање и спречавање залеђивања ваздухоплова.
Изградњом платформе за одлеђивање и спречавање залеђивања ваздухоплова проширене су маневарске, паркинг и саобраћајне површине за 21.000 квадратних метара, од чега је око 16.500 квадратних метара предвиђено за кретање ваздухоплова. Технолошким решењем је предвиђено истовремено коришћење платформе за два ускотрупна ваздухоплова кодног слова Ц или једног широкотрупног ваздухоплова кодног слова Е. Платформа је пројектована да омогући прихват и највећег ваздухоплова Аирбус А380. Пуштањем у рад овог изузетно важног пројекта, створени су услови и за унапређење еколошког аспекта пословања аеродрома, с обзиром на то да су приликом изградње поштовани сви стандарди заштите животне средине.

## Приступ аеродрому
До аеродрома се може доћи аутобуским линијама 72 (Зелени венац - Аеродром Никола Тесла), А1 (Трг Славија - Аеродром Никола Тесла), 600 (Главна железничка станица Београд центар (Прокоп) - Аеродром Никола Тесла), 607 (Баново брдо - Аеродром Никола Тесла) и 860и (БАС (Нови Београд) - Индустријска зона Барич.
Аеродром је повезан и са аутопутевима Е-70 и Е-75 (Коридор 10), док је 2016. године потписан уговор о изградњи аутопута Сурчин-Обреновац, којим би се остварила и веза са Коридором 11, који се тренутно гради.
Железничка веза са градом не постоји, мада је предвиђено да по изградњи кратке пружне везе са Београдским железничким чвором, до будуће аеродромске станице саобраћа трећа линија БГ ВОЗ-а.